# Pikałowo (obwód lipiecki)
Pikałowo (ros. Пикалово) – wieś (ros. деревня, trb. dieriewnia) w zachodniej Rosji, w sielsowiecie gatiszczeńskim rejonu wołowskiego w obwodzie lipieckim.

## Geografia
Miejscowość położona jest nad ruczajem Suchoj, 4,5 km od centrum administracyjnego sielsowietu gatiszczeńskiego (Gatiszcze), 23 km od centrum administracyjnego rejonu (Wołowo), 116 km od stolicy obwodu (Lipieck).
W granicach miejscowości znajdują się ulice: Dorożnaja, Ługowaja, Zariecznaja.

## Demografia
W 2012 r. miejscowość zamieszkiwało 171 osób.